# Маклецкая, Анна Ильинична
А́нна Ильи́нична Макле́цкая (в замужестве — Доброхо́това; 1880—1951) — русская певица (меццо-сопрано) и педагог.
Обладала сильным голосом теплого тембра, сценическим темпераментом и хореографическими способностями. Её репертуар насчитывал 48 партий в операх и 6 ролей в опереттах.

## Биография
Родилась в 1880 году в Екатеринбурге в семье директора Екатеринбургского отделения Волжско-Камского банка — Маклецкого И. З. (на его средства в 1900 году был построен местный концертный зал для спектаклей и концертов любительского кружка).
С семи лет обучалась в петербургском Мариинском институте (здесь была регентом хора, принимала участие в концертах, исполняла арии из опер), по окончании которого давала частные уроки. Одновременно училась на Музыкально-драматических курсах Е. Рапгофа (под руководством Ю. Озаровского) и брала уроки пения у С. Сонки. С 1901 года готовила партии под руководством Э. Павловской. Летом 1913 года совершенствовалась в вокальном искусстве в Милане и Риме.
Сценическая деятельностьМаклецкой началась в 1898 году в петербургских оперных антрепризах М. К. Максакова (театр «Аркадия») и Л. П. Штейнберга. В 1899—1905 годах — солистка московского Большого театра (дебютировала в партии Азучены — «Трубадур» Дж. Верди).
В 1901 году гастролировала в Екатеринбурге, где выступила в «Царской невесте» Н. Римского-Корсакова. С 1901 года по рекомендации Л. В. Собинова принимала участие в концертах Кружка любителей русской музыки. Камерный репертуар Маклецкой включал романсы Ц. Кюи, С. Танеева, А. Гречанинова, А. С. Аренского, А. Даргомыжского, М. Балакирева, П. Чайковского, А. Гольденвейзера.
Позднее пела в Оперном товариществе Максакова (московский театр «Аквариум», 1905—1907), в Казани (1906, гастроли), Одессе (1907), Москве (Частная опера, театр Солодовникова, 1907—1908; опера С. Зимина, 1911—1913), Петербурге (Народный дом, 1908 и 1914), Екатеринбурге (1911—1912). Гастролировала также в Харькове, Киеве, Иркутске, Кисловодске, Кременчуге (1911).
В годы первой мировой войны безвозмездно работала медицинской сестрой, часто выступала в концертах, гонорар от которых отдавала в пользу политических заключенных и эмигрантов. После 1918 года выступала эпизодически в концертах, оперных радиопередачах, перед бойцами Красной Армии, в домах отдыха и санаториях.
В начале 1920-х годов Маклецкая преподавала в Московском частном училище В. Зограф-Плаксиной, позднее — в Московском музыкальном техникуме им. Ф. И. Шаляпина, А. Н. Скрябина и А. Г. Рубинштейна (до 1931), затем — в Ленинградском музыкальном училище. В 1937 году она преподавала итальянский язык в Музыкальном техникуме им. А. К. Глазунова.
Умерла 30 июня 1951 года в Москве.